# Marija Kruschelnyzka

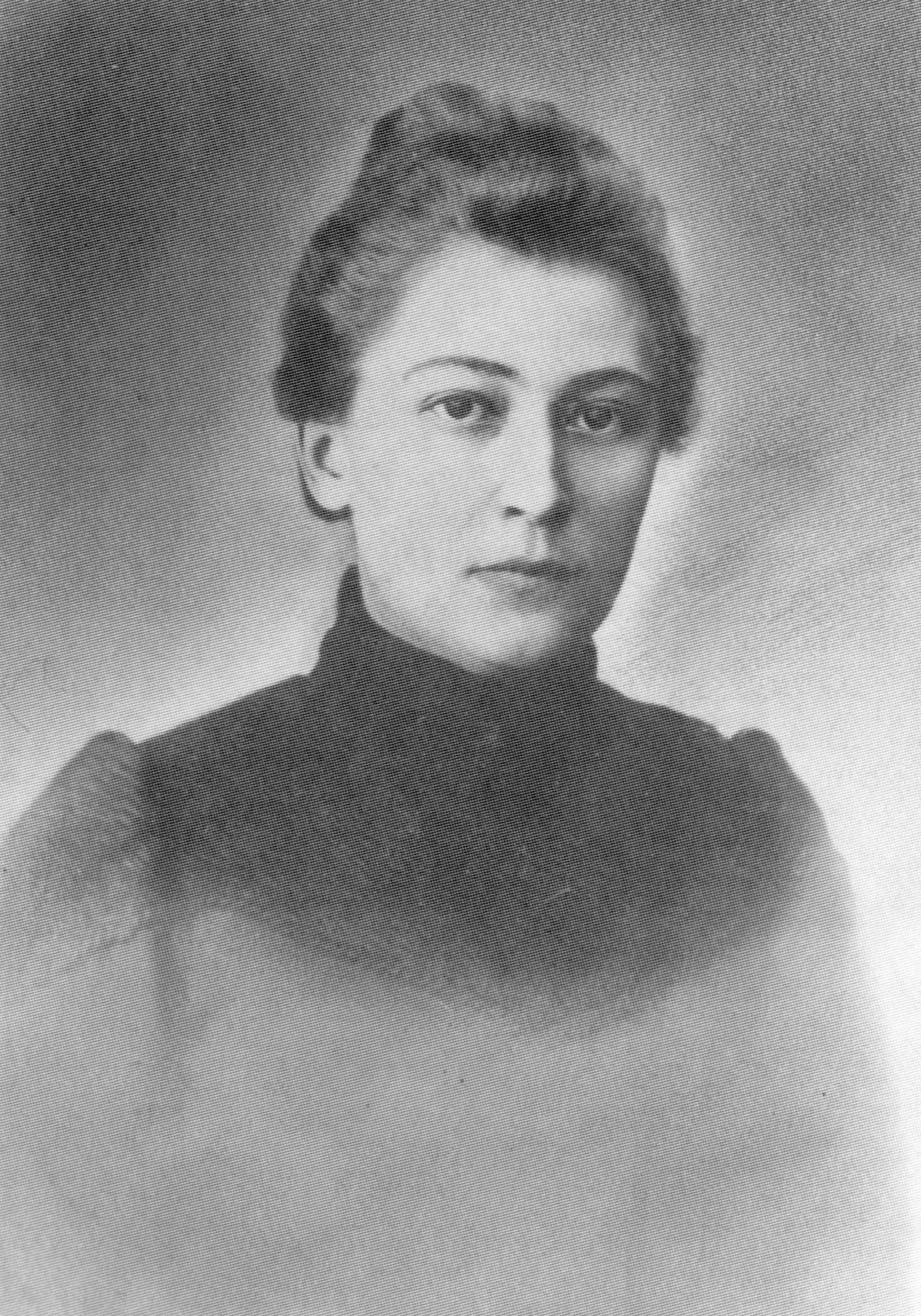
Marija Kruschelnyzka (1904)

Marija Stepaniwna Kruschelnyzka (ukrainisch Марія Степанівна Крушельницька, * 8. Dezember 1876 in Ulhówek, heutige Landgemeinde Ulhówek, Galizien; † 28. August 1935 in Charkiw) war eine ukrainisch-sowjetische Schauspielerin, Schriftstellerin und Publizistin.

## Biografie
Sie schloss das Gymnasium in Lwiw ab. Seit 1893 trat sie auf der Bühne des Theaters der Ruthenischen Konversationsgesellschaft in Lwiw auf. Sie spielte verschiedene Rollen, u. a. in den Stücken von Iwan Franko, Mychajlo Staryzkyj, Iwan Karpenko-Karyj, Józef Ignacy Kraszewski, Lew Tolstoi, und Karl Gutzkow. Für ihre Rolle als Natalka in Natalka Poltawka bekam sie von Marija Sankowezka das Kostüm geschenkt, in dem sie einst selbst als Natalka aufgetreten war. Sie tourte mit dem Theater durch Galizien und Polen.
1901 heiratete sie den Schriftsteller Antin Kruschelnyzkyj. Wolodymyra Kruschelnyzka war eines ihrer Kinder. Ihr letzter Theaterauftritt war am 8. Oktober 1901 in Przemyśl im Stück Die Macht der Finsternis. Sie hatte Ansehen in Rawa-Ruska, wo ihr Vater als Postmeister arbeitete. Deshalb wurde sie auf eine Stelle versetzt, die nach seinem Tod frei geworden war. Marija schrieb eine Sammlung von Kurzgeschichten und Novellen, die 1901 in Czernowitz von der Druckerei der ruthenischen Konversationsgesellschaft herausgegeben wurde. Sie schrieb regelmäßig für Regionalzeitungen, Zeitschriften, und Almanache zu Themen wie der Gleichberechtigung zwischen Frauen und Männern und der Kunst.
Im Oktober 1919 zog die Familie nach Wien um. Antin wurde Leiter einer vom Bildungsministerium der Ukrainischen Volksrepublik organisierten pädagogischen Mission in Wien und Prag, an der unter anderen Marija beteiligt war. Das Ziel der Mission war, den Druck von Schulbüchern und den Kauf von Schulausrüstung für ukrainische Schulen vorzubereiten. 1925 kehrte die Familie nach Galizien zurück. Antin gründete am 15. Januar 1929 eine Verlagsgewerkschaft. Sie gab Zeitschriften, Bücher, und Reproduktionen künstlerischer Werke heraus und richtete Lesesäle und Bibliotheken ein. Marija war eine ihrer Organisatorinnen. In Lwiw gab Marija die überparteilichen Zeitschriften Nowi schljachy (Neue Wege, 1929–1933) und Krytyka (Kritik, 1933) heraus.
1934 zog die Familie in die USSR um. Marijas Söhne wurden erschossen und ihr Mann und drei weitere Kinder wurden verhaftet (Siehe Rosstriljane widrodschennja). Marija starb in einem Krankenhaus in Charkiw an einem Herzinfarkt.